# Jonas Hector
Pour les articles homonymes, voir Hector (homonymie).
Jonas Hector, né le 27 mai 1990 à Sarrebruck, est un footballeur international allemand qui évolue au poste d'arrière gauche ou de milieu de terrain.

## Biographie

### En Club

#### FC Cologne
Jonas Hector dispute le premier match professionnel de sa carrière lors du premier tour de la coupe d'Allemagne 2012-2013, qui oppose le 1. FC Cologne au SpVgg Unterhaching, le 18 août 2012. Titulaire au milieu de terrain, il prend part à la victoire par deux buts à un des siens.
Lors de la saison 2014-2015, lors de laquelle il découvre la Bundesliga avec le FC Cologne, il est appelé pour la première fois en équipe nationale d'Allemagne.
Malgré la relégation de son club à l'issue de la saison 2017-2018 et bien que courtisé par différents clubs allemands et européens comme le Bayern Munich, le Borussia Dortmund ou encore Liverpool, Jonas Hector décide de rester fidèle à son club et prolonge son contrat en avril 2018.
Il décide de mettre un terme à sa carrière professionnelle à 33 ans à l'issue de la saison 2022-2023. Homme d'un seul club, le FC Cologne, Jonas Hector affirme à cette occasion qu'il "ne s'est jamais senti heureux comme joueur professionnel".

### Équipe d'Allemagne
Il honore sa première sélection lors de la victoire allemande sur l'équipe nationale de Gibraltar sur le score de quatre buts à zéro, le 14 novembre 2014, lors des éliminatoires de l'Euro 2016.
Le 29 mars 2016, il inscrit le troisième but de la victoire par quatre buts à un en amical de l'Allemagne face l'Italie, son premier but en sélection nationale.
Le 2 juillet 2016, il inscrit le dernier tir au but contre l'Italie lors du quart de finale de l'Euro 2016.
Il prend part à la victoire de l'Allemagne lors de la Coupe des confédérations 2017 et participe à la Coupe du monde 2018.

## Statistiques
| Saison                | Club                  | Championnat           | Championnat | Championnat | Coupe(s) nationale(s) | Coupe(s) nationale(s) | Compétition(s) continentale(s) | Compétition(s) continentale(s) | Compétition(s) continentale(s) | Allemagne | Allemagne | Total | Total |
| Saison                | Club                  | Division              | M.          | B.          | M.                    | B.                    | Comp.                          | M.                             | B.                             | M.        | B.        | M.    | B.    |
| 2012-2013             | FC Cologne            | 2. Bundesliga         | 24          | 0           | 2                     | 0                     | -                              | -                              | -                              | -         | -         | 26    | 0     |
| 2013-2014             | FC Cologne            | 2. Bundesliga         | 33          | 2           | 3                     | 0                     | -                              | -                              | -                              | -         | -         | 36    | 2     |
| 2014-2015             | FC Cologne            | 1. Bundesliga         | 33          | 2           | 3                     | 0                     | -                              | -                              | -                              | 5         | 0         | 41    | 2     |
| 2015-2016             | FC Cologne            | 1. Bundesliga         | 32          | 0           | 2                     | 0                     | -                              | -                              | -                              | 13        | 1         | 47    | 1     |
| 2016-2017             | FC Cologne            | 1. Bundesliga         | 33          | 1           | 3                     | 0                     | -                              | -                              | -                              | 14        | 2         | 50    | 3     |
| 2017-2018             | FC Cologne            | 1. Bundesliga         | 20          | 2           | 1                     | 0                     | C3                             | 1                              | 0                              | 8         | 0         | 30    | 2     |
| 2018-2019             | FC Cologne            | 2. Bundesliga         | 29          | 6           | 2                     | 0                     | -                              | -                              | -                              | 1         | 0         | 32    | 6     |
| 2019-2020             | FC Cologne            | 1. Bundesliga         | 29          | 4           | 2                     | 1                     | -                              | -                              | -                              | 1         | 0         | 32    | 5     |
| 2020-2021             | FC Cologne            | 1. Bundesliga         | 19+2        | 3+1         | 2                     | 1                     | -                              | -                              | -                              | -         | -         | 23    | 5     |
| 2021-2022             | FC Cologne            | 1. Bundesliga         | 30          | 0           | 3                     | 0                     | -                              | -                              | -                              | -         | -         | 33    | 0     |
| 2022-2023             | FC Cologne            | 1. Bundesliga         | 32          | 0           | 1                     | 0                     | C4                             | 6                              | 0                              | -         | -         | 39    | 0     |
| Total sur la carrière | Total sur la carrière | Total sur la carrière | 314         | 21          | 24                    | 2                     | -                              | 7                              | 0                              | 43        | 3         | 388   | 26    |

## Palmarès

### En club
- Champion de 2. Bundesliga en 2014 et 2019

### En sélection
- Vainqueur de la Coupe des confédérations 2017.